# Паїн-Махале-Касемабад
Паїн-Махале-Касемабад (перс. پايين محله قاسم اباد) — село в Ірані, у дегестані Ушіян, у бахші Чабоксар, шагрестані Рудсар остану Ґілян. За даними перепису 2006 року, його населення становило 487 осіб, що проживали у складі 138 сімей.